# Trevor Ford
Trevor Ford   (Swansea, 1 d'octubre de 1923 - Swansea, 29 de maig de 2003) fou un futbolista gal·lès de les dècades de 1940 i 1950.
Pel que fa a clubs, defensà els colors de Swansea Town, Aston Villa FC, Sunderland AFC, Cardiff City FC, PSV Eindhoven, Newport County i Romford. També fou internacional amb la selecció de Gal·les.
Ford també fou jugador de criquet, jugant amb Glamorgan Cricket Club.

## Palmarès
Cardiff City
- Welsh Cup: 1955-56